# Histoire du Limousin
 (21 avril 2022).
L'histoire du Limousin est faite d'événements et de longues évolutions. Si la région n'a pas toujours été au centre des intérêts des grandes puissances depuis l'Empire romain jusqu'aux rois de France, des villes, des sites et des personnalités du Limousin ont connu une renommée historique considérable.

## Romains et Gaulois
Selon Jules César dans la Guerre des Gaules, l'actuelle région était habitée par la tribu des Lémovices qui joua un grand rôle dans la résistance gauloise. La capitale de cette tribu était l'oppidum de Villejoubert, situé sur la commune de Saint-Denis-des-Murs en Haute-Vienne. Cette ville était le point de rencontre de nombreux itinéraires économiques, en effet, les Lémovices étaient connus pour leur production d'or extrait des mines à ciel ouvert qui étaient nombreuses dans la région. D'autres sites avaient leur importance comme le puy d'Yssandon, Ahun, Uzerche ou encore Saint-Gence.
César conquit le territoire des Lémovices en 52 av. J.-C., dès lors commença la romanisation du territoire qui ne bouleversa pas l'économie du pays. Seules les villes furent déplacées afin de faciliter le parcours des marchandises et le contrôle des autochtones par l'autorité romaine. Ainsi, la capitale des Lémovices fut transférée à Augustoritum, la future Limoges, cité entièrement créée par les Romains vers 10 av. J.-C. afin de faciliter la traversée de la Vienne. 
Le Limousin possédait des cités secondaires comme Briva Curretia (Brive-la-Gaillarde) sur la route Lyon-Bordeaux, Acitodunum (Ahun) sur la route Bourges-Clermont. D'autres sites plus religieux, dont nous conservons les vestiges, furent créés ou romanisés comme Cassinomagus (Chassenon) et Évaux-les-Bains célèbres pour leurs thermes, Tintignac sur la commune de Naves avec un sanctuaire qui regroupe notamment un temple et un théâtre mais aussi Les Cars sur la commune de Saint-Merd-les-Oussines.
Les campagnes du Limousin étaient exploitées par les Romains par de riches propriétaires qui vivaient dans des villae. La toponymie a gardé le souvenir de ces exploitations agricoles et parfois de leur propriétaire. De nombreux villages finissant en -ac sont d'anciennes villae comme Flavignac (villa de Flavinius), Solignac ou Solemniacum (villa de Solemnius). Des vestiges archéologiques furent retrouvés comme les Couvents sur la commune de La Chapelle-Montbrandeix, la villa de Pierre-Buffière, ou celle de Brachaud, au nord de Limoges.

## Des invasions barbares aux Carolingiens
Le Limousin fut touché par les premières invasions germaniques du IIIe siècle comme l'ensemble de la Gaule. Certains sites furent progressivement abandonnés comme les villae de la Montagne limousine. Augustoritum se rétracta sur le puy Saint-Étienne, autour de l'une des premières églises chrétiennes du Limousin.
La région mais surtout Augustoritum fut évangélisée dès le IIIe siècle par saint Martial qui, selon la légende, aurait été envoyé par l'évêque de Rome. La cité de Brive aurait reçu l'Évangile de la bouche de saint Martin de Brive. Le reste de la région demeura vraisemblablement païen assez longtemps et ne fut complètement christianisé qu'à la fin du Ve siècle.

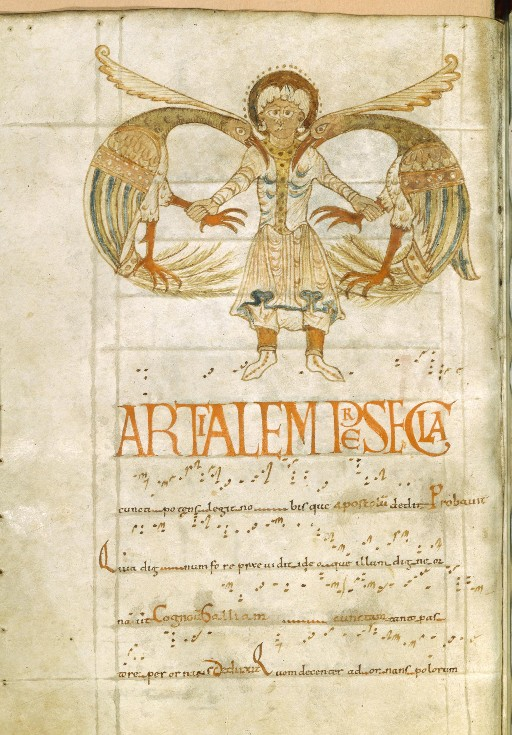
Martial de Limoges (Saint-Martial)

À la fin du Ve siècle, le Limousin, comme l'ensemble de l'Aquitaine, était soumis au pouvoir des Wisigoths, barbares romanisés convertis au christianisme mais professant l'hérésie arienne. Ce n'est qu'en 507, après la victoire de Clovis sur les Wisigoths à Vouillé, que la région passa sous la coupe des rois francs. C'est ainsi qu'au VIIe siècle, un duc gérait au nom des rois francs l'Aquitaine. Le Limousin, comme l'ouest du duché d'Aquitaine, a subi les incursions arabo-berbères, comme en témoignent les phénotypes héréditaires de certaines familles limousines, ainsi que l’occitan limousin, qui a conservé des mots arabes (Bulletin de la Société Archéologique et Historique du Limousin, Volume 8).
Les temps mérovingiens furent marqués en Limousin par l'essor de l'érémitisme. En effet, de nombreux hommes venus du nord de la Gaule et parfois des îles Britanniques vinrent s'installer en Limousin pour vivre seuls et en prière. Leur réputation de sainteté attira des gens, formant ainsi des noyaux de bourgs : Saint-Junien, Saint-Victurnien, Saint-Marien (Évaux-les-Bains), Saint-Léobon (Le Grand-Bourg). D'autres clercs fondèrent des abbayes comme Aredius à Attane vers 570, Éloi à Solignac en 632, avec l'appui du roi Dagobert Ier ou encore Pardoux à Guéret.
La cité de Limoges paraît avoir joué un  rôle important sous les ducs indépendants du VIIIe siècle, puis sous les rois d'Aquitaine. Le duc Waïfre sera vigoureusement combattu dans la décennie 760 par le nouveau roi franc Pépin le Bref. Après la mort de Waïfre, la région pacifiée est entièrement soumise au pouvoir carolingien. En 781, Charlemagne crée le nouveau royaume d'Aquitaine au profit de son fils Louis le Pieux âgé de trois ans seulement. Louis le Pieux, roi d'Aquitaine, puis son fils Pépin Ier d'Aquitaine utilisent une série de palais dont celui de Jocondiac, près de Limoges. Les souverains carolingiens, Louis le Pieux devenu empereur, puis son fils Charles le Chauve marquent un intérêt certain pour le Limousin et notamment l'abbaye Saint-Martial de Limoges. En 855, Charles l'Enfant, fils de Charles le Chauve, est couronné et sacré roi d'Aquitaine à Limoges.

## Le Limousin des moines et des vicomtes
Au Xe siècle, le Limousin se divise en un grand nombre de seigneuries dont les plus importantes sont les vicomtés : Limoges, Comborn, Ventadour et Turenne, qui se partagent le Bas-Limousin alors qu'une grande partie du nord de la région est dominée par le comté de la Marche. L'évêque de Limoges est lui aussi un grand seigneur terrien qui domine une bonne partie du cœur de l'actuelle Haute-Vienne, d'autres petits seigneurs se battent pour le reste comme le seigneur de Lastours, le seigneur des Cars ou le vicomte de Rochechouart. Un tel parcellement du territoire voit fleurir un grand nombre de châteaux et de tours au cœur de la campagne limousine dont la société féodale est à l'image de celle de toute l'Europe occidentale à la même époque. Les ruines de Lastours, de Ventadour, de Comborn mais aussi d'Excideuil sont encore là pour rappeler le souvenir de ces divisions.
Le Limousin connut au IXe siècle la création de nombreuses abbayes : les chanoines de l'abbaye Saint-Martial de Limoges adoptèrent la règle bénédictine en 848, comme l'abbaye féminine de la Règle à la même époque. Sur les tombeaux des saints ermites comme Saint-Junien, Eymoutiers (Saint-Psalmet), Saint-Léonard furent créés des collèges de chanoines chargés du culte de leurs saints patrons. Avec la naissance de seigneuries indépendantes du pouvoir ducal, de nombreuses abbayes furent fondées : Beaulieu en 860 par Rodolphe de Turenne, Chambon par l'abbé de Saint-Martial, Moutier-d'Ahun par le comte Boson de la Marche vers l'an mil, Le Chalard à la fin du XIe siècle par Saint-Geoffroi et Gouffier de Lastours.

## LesXIIesiècleetXIIIesiècles: le temps de l'apogée
Avec l'essor économique de la fin du XIe siècle et le développement des flux humains et notamment des pèlerinages, les nombreuses abbayes limousines déjà existantes s'agrandissent et de nouveaux ordres religieux s'implantent dans la région. Ainsi sont construites les splendides églises abbatiales et collégiales romanes de Beaulieu-sur-Dordogne, de Solignac, Le Dorat et de Saint-Léonard-de-Noblat. L'abbaye Saint-Martial de Limoges, grâce au développement du pèlerinage vers Compostelle et à l'essor économique et agricole de ses prieurés qui le parsèment, entreprend la reconstruction de son abbatiale et d'une partie de ses bâtiments conventuels. Mais la renommée de l'abbaye doit son origine au développement de l'émail dit champlevé qui orne les châsses et les objets liturgiques mais aussi les souvenirs que rapportaient certains pèlerins.
Le Limousin passe aux mains des Plantagenêts en 1162 par le mariage d'Aliénor d'Aquitaine et d'Henri II, futur roi d'Angleterre. Dès lors, la région est soumise à l'autorité anglaise qui participe pour sa part à l'essor artistique et religieux du Limousin. Ainsi, le jeune ordre de Grandmont fondé par Saint Etienne de Muret se propage dans tout le domaine des Plantagenêts depuis le royaume d'Angleterre jusqu'aux Pyrénées. D'autres ordres religieux sont créés ou s'installe en Limousin : l'abbaye d'Aubazine fondé par  un ermite est affilié à l'ordre de Cîteaux alors que près de Saint-Léonard-de-Noblat est fondé un ordre érémitique, dont le cœur est le prieuré de L'Artige.
Avec la guerre de Cent Ans, le Limousin connaît une crise profonde qui fit entrer la région dans une période de déclin économique grave. De nombreuses cités et d'innombrables villages sont pillés par les bandes de routiers ou les soldats des armées française et anglaise. Ainsi, la Cité épiscopale de Limoges, qui s'était ralliée au roi de France, fut saccagée en septembre 1370 par les troupes du Prince Noir.